# Espenlaub (Automobile)
Unter dem Namen Espenlaub entstanden zwischen 1928 und 1953 einzelne innovative, zum Teil auch sehr skurrile Automobile.
Konstrukteur und Erbauer war der zunächst in Kassel, dann in Düsseldorf-Lohausen auf dem dortigen Flughafen sowie zuletzt ab 1939 in Wuppertal-Langerfeld ansässige Flieger und Flugzeugbauer Gottlob Espenlaub (1900–1972). Überwiegend bekannt als Flugpionier im Bereich Segelflug (darunter auch Nurflügelflugzeuge) und im Bereich Raketenantrieb, betätigte er sich ab 1928 nebenher als Automobilpionier in Sachen Aerodynamik und Leichtbau.
Die frühen, ungewöhnlichen Experimentalfahrzeuge blieben Einzelstücke, ebenso ein Prototyp in Stromlinienform mit Flügeltüren auf der Basis eines Volkswagens. Eine in den frühen 1950er-Jahren in Bruchsal angestrebte Serienproduktion ansprechend gestalteter, sportlich-eleganter Coupés kam aus wirtschaftlichen Gründen nicht zustande; von ihnen entstanden nur einzelne Vorserienfahrzeuge zu Erprobungszwecken.

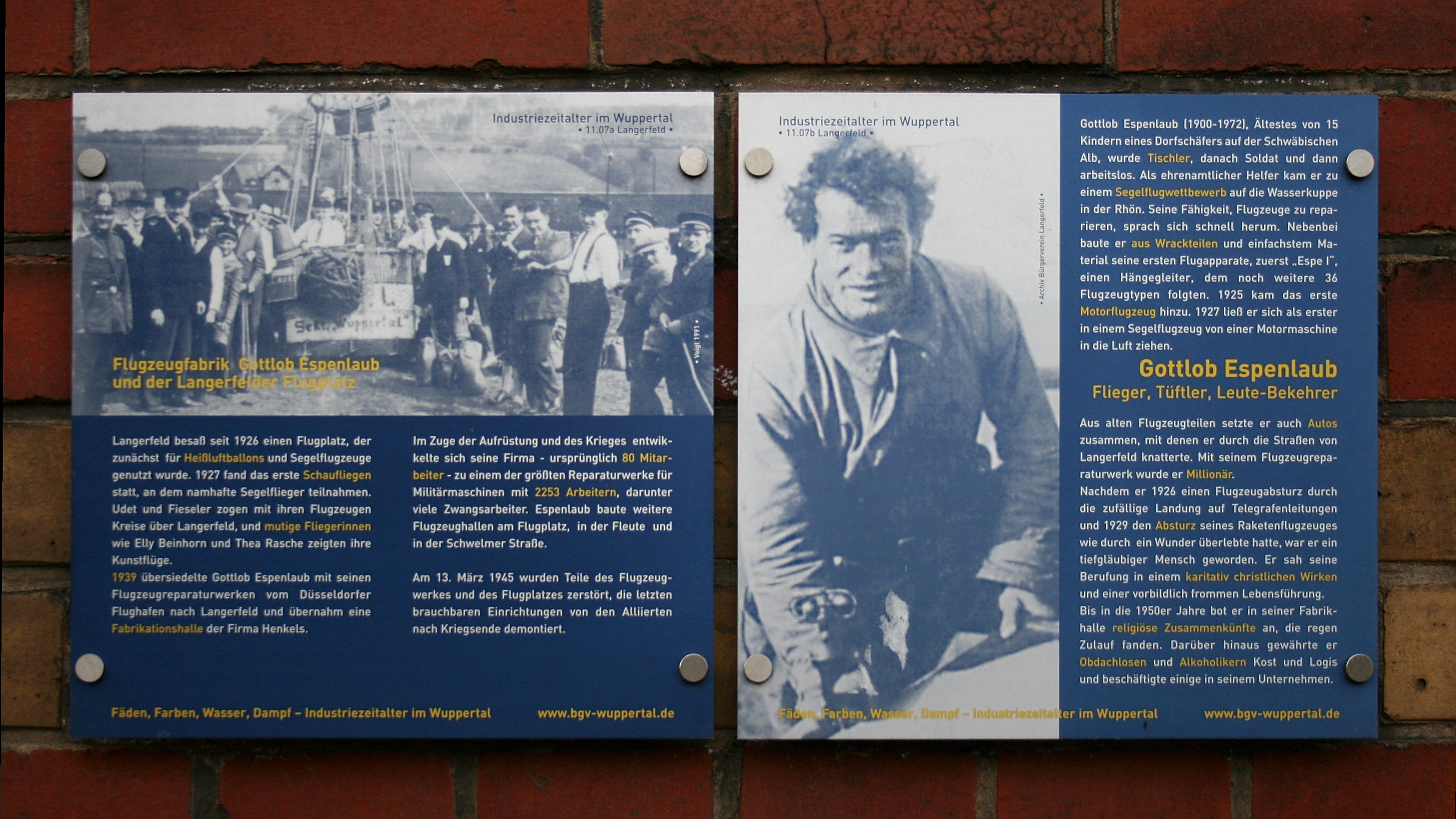
Informationstafeln zur ehemaligen Flugzeugfabrik Gottlob Espenlaub in Wuppertal-Langerfeld, Spitzenstraße, mit kurzer Erwähnung des Automobilbaus

## Übersicht

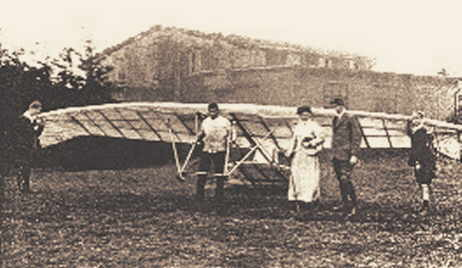
Gottlob Espenlaub im Jahr 1921 mit einer seiner ersten Konstruktionen, einem Hanggleiter; die Erfahrungen aus dem Segelflug hinsichtlich Aerodynamik und Leichtbau übertrug er ab 1928 auf die von ihm entworfenen und gebauten Automobile

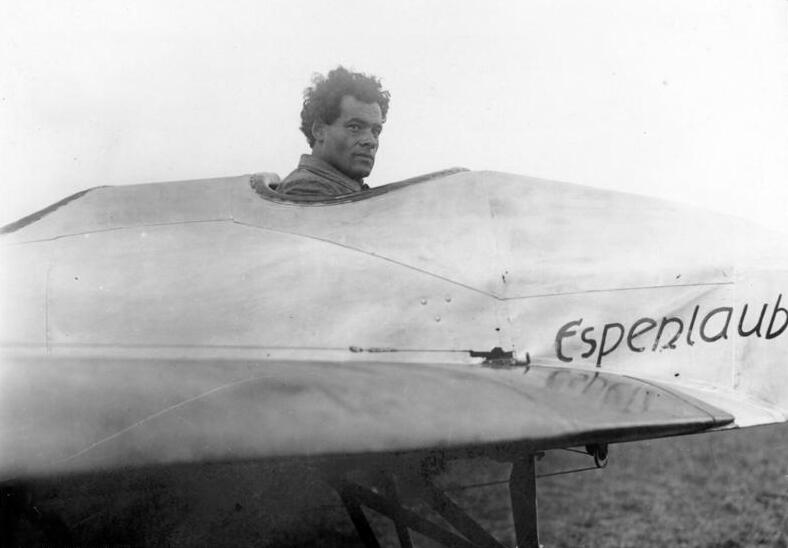
Gottlob Espenlaub als Pilot in einem seiner Flugzeug-Eigenbauten; nachdem er einen Absturz mit einem selbst entworfenen raketengetriebenen Flugzeug mit Glück überlebt hatte, gab er seine Fliegerkarriere auf und konzentrierte sich auf seinen Flugzeugreparaturbetrieb und nebenher die Konstruktion von innovativen Automobilen

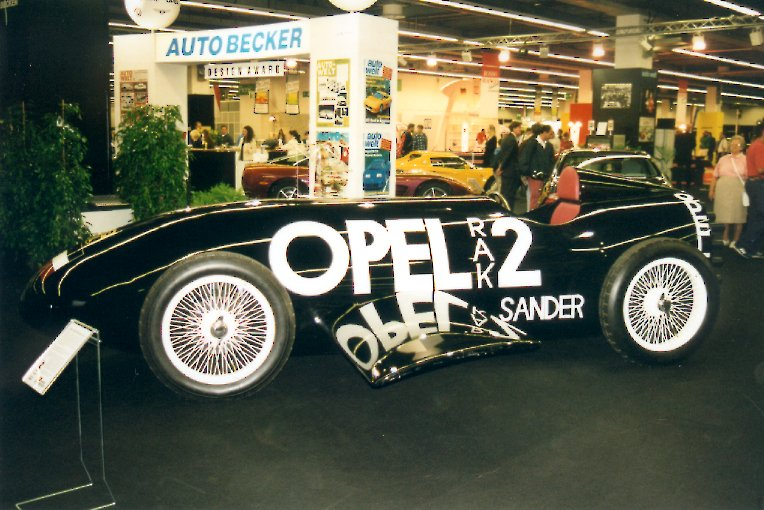
Die Zusammenarbeit mit dem Raketenpionier Max Valier brachte Gottlob Espenlaub in Kontakt mit Automobilen, insbesondere stromlinienförmigen Rekordfahrzeugen; raketengetriebene Einzelstücke wie dieser Opel RAK2 sorgten Ende der 1920er-Jahre für großes öffentliches Aufsehen

Espenlaub baute insgesamt zumindest neun verschiedene Fahrzeuge bzw. Modelle. Soweit bekannt blieb keines der Automobile erhalten. Die Quellenlage ist vergleichsweise schlecht: Viele Unterlagen zu seinen Vorkriegsautomobilen gingen in den Wirren des Zweiten Weltkriegs verloren; über seine Aktivitäten während des Zweiten Weltkriegs, hier insbesondere den Flugzeugbau sowie die -reparatur, hat sich Espenlaub nach Kriegsende nicht näher geäußert, Unterlagen wurden zum Teil bewusst vernichtet. Über seine Nachkriegsfahrzeuge existieren nur einzelne Fotos und wenige Artikel in Fachzeitschriften aus den Jahren 1952 und 1953.
Auskunft über sein automobiles Schaffen gibt insbesondere eine Sammlung von 20 Schwarzweißfotografien, die Espenlaub und seine Automobile zwischen 1928 und 1953 zeigen. Die Sammlung wurde im Rahmen der Automobilia Auktion Ladenburg im Herbst 2007 unter Nummer 675 versteigert. Wiedergaben einzelner Fotos fanden sich zuvor bereits auf einzelnen Internetseiten.
Espenlaubs Automobile waren maßgeblich von seinen Erfahrungen geprägt, die er ab Juli 1920 als Autodidakt beim Bau eigener Gleit- und Segelflugzeuge insbesondere hinsichtlich Aerodynamik und Leichtbau gesammelt hatte. Vieles hatte er sich gemeinsam mit anderen Flugpionieren erarbeitet wie dem Konstrukteur Alexander Lippisch, dem Schweizer Designer Alexander Leo Soldenhoff, dem Jagdflieger und Konstrukteur Gerhard Fieseler oder dem Segelflugpionier Edgar Dittmar. 1927 führte er die Technik des Flugzeugschlepps zum Starten von Segelflugzeugen ein. 1928 konstruierte er den Gleiter E-5 bereits als Raketen-Gleiter.
Den Bezug zu Automobilen hatte der Flugpionier Espenlaub durch zwei Umstände:
- Zum einen nutzte er einen Personenwagen (anfänglich einen Wanderer, später einen Mercedes-Benz Typ SS), um seine Segelflugzeuge per Anhänger zu Segelflugveranstaltungen zu transportieren, gegebenenfalls auch zum Starten seiner Segelflugzeuge per Autoschlepp;[1] eine gute Fahrzeugaerodynamik verringerte die Wirbelschleppe hinter dem Zugwagen und damit die Gefahren für das gezogene bzw. startende Segelflugzeug, niedriges Fahrzeuggewicht und gute Fahrzeugaerodynamik ermöglichten dem Zugwagen höhere Geschwindigkeiten und eine schnellere Beschleunigung.
- Zum anderen arbeitete Espenlaub 1928/29 mit Max Valier zusammen an raketengetriebenen Flugzeugen; dieser hatte unmittelbar zuvor mit Fritz von Opel, Kurt C. Volkhart und Friedrich Sander bereits an aufsehenerregenden Automobilen mit stromlinienförmigen Karosserien und Raketenantrieb wie dem Opel RAK1 und RAK2 gearbeitet.[6]

Ende der 1920er-Jahre gab Espenlaub seine Fliegerkarriere nach mehreren nur mit Glück überlebten Abstürzen auf. Hauptbetätigungsfeld war fortan sein Flugzeugreparaturbetrieb mit anfänglich 80, im Dritten Reich bis zu 2.253 Mitarbeitern (darunter viele Zwangsarbeiter). Das Reparaturunternehmen machte ihn früh zum Millionär und gab ihm den finanziellen Rückhalt zum Bau eigener Experimentalfahrzeuge.
Espenlaubs Automobile lassen sich zu drei Gruppen zusammenfassen:
- stromlinienförmige, zum Teil sehr skurrile Fahrzeuge mit leichtgewichtigen Aufbauten entweder aus Aluminium oder in Gemischtbauweise mit teils stoffbespanntem Holzgerippe (zu experimentellen Zwecken oder für den Automobilrennsport aus der Zeit vor dem Zweiten Weltkrieg)
- seine charakteristischen, skurrilen „Flunder“-Modelle mit ungewöhnlich breiter und niedriger Pontonkarosserie aus Leichtmetall (Experimentalmodelle am Ende des Zweiten Weltkriegs bzw. in den ersten Nachkriegsjahren) sowie
- sportlich-elegante Coupés mit Pontonkarosserie in Schalenbauweise, Frontmotor (ILO-Zweitakter von 400 cm³ bzw. 1000 cm³ Hubraum) und Vorderradantrieb (1952 und 1953 für eine Serienfertigung bestimmt)

## Die Espenlaub-Fahrzeuge im Einzelnen

### Von Espenlaub umgebauter Wanderer Typ 10/II (1928)

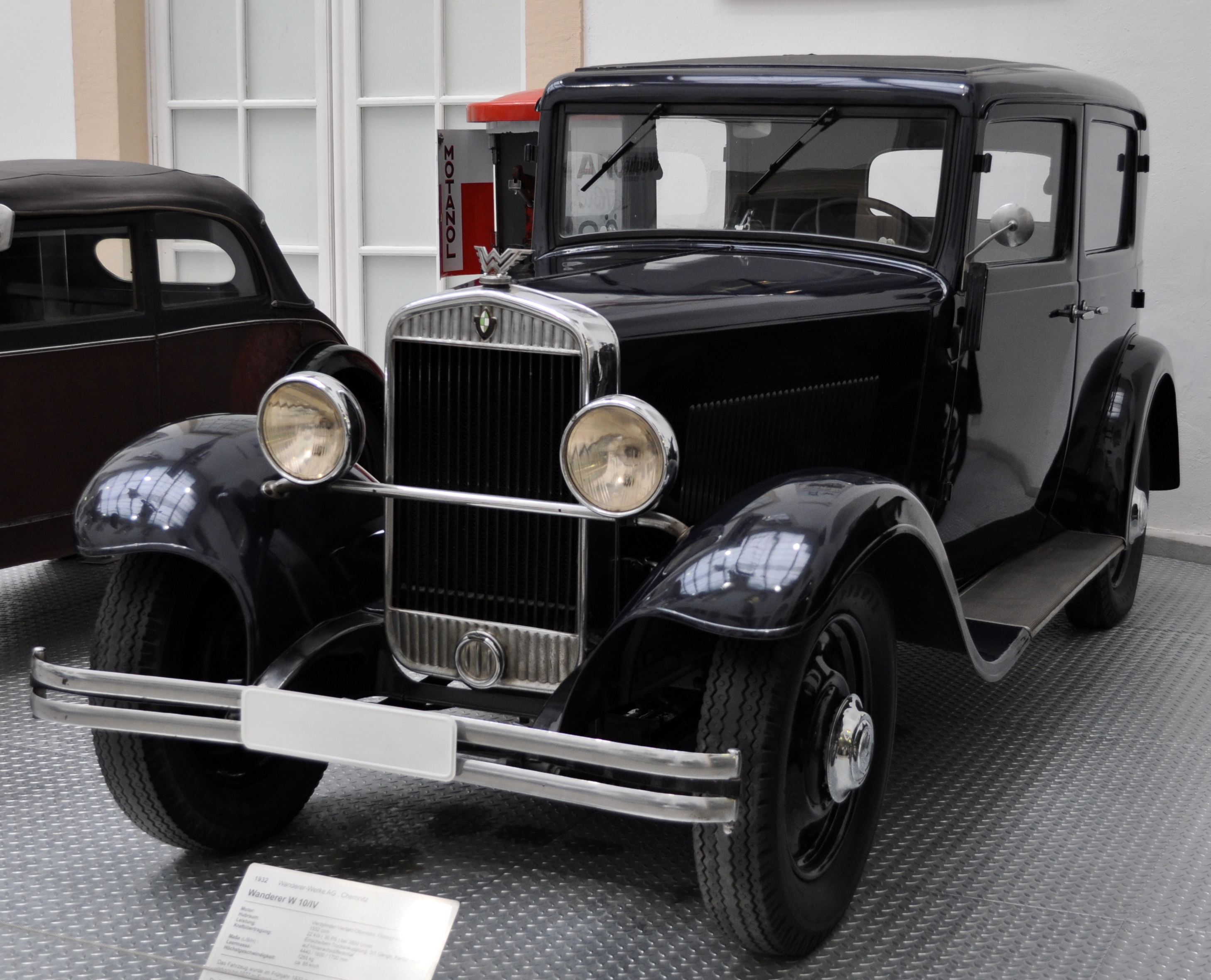
Wanderer Typ 10 (hier als 10/IV) – das konservativ gestaltete Ausgangsmodell für Espenlaubs Umbau

Das erste Espenlaub-Automobil entstand 1928 auf der Basis eines Wanderer Typ 10/II aus dem Jahr 1927/28 mit 2,0-Liter-Vierzylinder-Reihenmotor und 40 PS (29 kW). Espenlaub versah das Fahrzeug mit einer neuen leichtgewichtigen Fahrgastzelle aus Leichtmetallblech mit strömungsgünstigem Heck. Der hohe aufrecht stehende Kühler, die abgesetzte Motorhaube sowie die klassischen Kotflügel samt Trittbrettern entstammten noch dem Ausgangsmodell. Charakteristisch war das neu gestaltete, niedrige, nach vorne und hinten leicht abfallende Dach mit kleiner, senkrecht stehender Windschutzscheibe sowie die glatten, sich nach hinten stromlinienförmig verjüngenden Seitenteile. Aus Gewichts- und Stabilitätsgründen verfügte das Fahrzeug nur über eine einzige Tür, und zwar auf der Beifahrerseite.

### Espenlaub/Wanderer-Stromlinienfahrzeug (1928)
Das zweite Espenlaub-Automobil entstand ebenfalls noch 1928, wiederum auf Basis eines Wanderers. Das Fahrzeug zeigt eine extreme, bauchige, damals wie heute äußerst skurril anmutende Stromlinienform, die am ehesten an gedrungene Luftschiffe oder U-Boote erinnert. Ob es sich um eine Weiterentwicklung auf der Basis des ersten Espenlaub-Automobils handelt oder ein zweiter Wanderer als Ausgangsbasis diente, ist nicht überliefert. Die Karosserie entstand in Gemischtbauweise (Leichtmetallschalenbau kombiniert mit Elementen aus dem Segelflugbau). Markant war die ungewöhnliche Breite der Karosserie, die sowohl die Vorder- als auch die Hinterräder vollständig verkleidete. Typisch war wiederum die kleine, senkrecht stehende, diesmal sichelförmige und aus drei Teilen bestehende Frontscheibe. Der Zugang zur bauchig geformten Fahrgastzelle erfolgte aus Gewichts- und Stabilitätsgründen auch bei diesem Modell ausschließlich über eine einzelne Tür auf der Beifahrerseite. Wegweisend war zudem der Versuch, die beiden Scheinwerfer in die Karosserielinie zu integrieren, statt sie – wie damals üblich – separat aufzusetzen.

### Modell „Stromlinie“ (1934/35)
Das dritte Espenlaub-Automobil entstand 1934/35 und erhielt die schlichte Bezeichnung „Stromlinie“. Äußerlich ähnelte es sehr dem zweiten Fahrzeug von 1928 mit ausgeprägter, wenn auch nicht mehr so extrem bauchiger Stromlinienform. Zur Fahrwerks- und Antriebstechnik sind keine Informationen überliefert. Die skurrile Karosserie mit einzelner Seitentür und Vollverkleidung der Räder ruhte auf einer Struktur aus Holzrippen, die nur im Bereich der Front und der Motorabdeckung mit Aluminiumblechen verschalt wurde. Ansonsten wies sie eine Stoffbespannung auf, die – wie damals im Segelflug gebräuchlich – mit Spannlack versteift war. Die kleine, senkrecht stehende, sichelförmige Frontscheibe bestand bei diesem Modell sogar aus fünf Teilen.

### Adler Trumpf Stromlinien-Rennsportcoupé (ca. 1936/37)

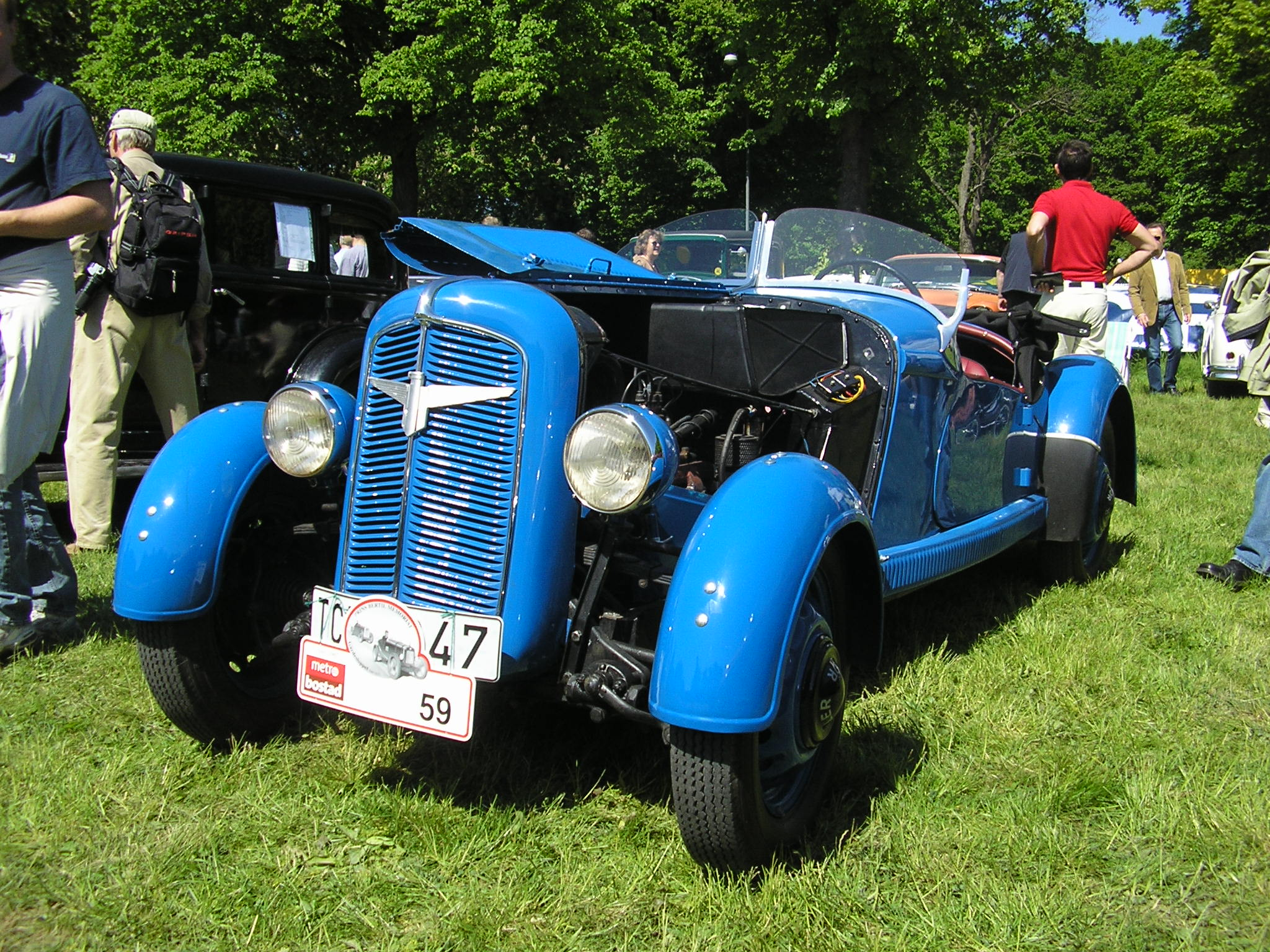
Adler Trumpf Sport als serienmäßiger Roadster – das Ausgangsmodell für die Rennsportcoupés mit stromlinienförmiger Leichtmetallkarosserie

Um 1936/37 wirkte Espenlaub an der Entwicklung und dem Bau von Stromlinien-Rennsportwagen für die in Frankfurt am Main ansässigen Adlerwerke mit. Diesen Rückschluss lassen die Schwarzweißfotografien aus seinem Archiv zu, auch wenn schriftliche Unterlagen aufgrund der Wirren des Zweiten Weltkriegs und dem Umstand, dass die Adlerwerke nach dem Zweiten Weltkrieg die Automobilproduktion nicht wieder aufnahmen, nicht mehr vorliegen. Ab 1936 entstanden unter Leitung von Reinhard von Koenig-Fachsenfeld vermutlich nur sechs Rennsportwagen auf Basis des Adler Trumpf Sport mit stromlinienförmigen Leichtmetallkarosserien sowie 1,5- und 1,7-Liter-, zuletzt auch 2,0-Vierzylinder-Reihenmotoren für prestigeträchtige Langstreckenrennen wie den 24-Stunden-Rennen von Spa-Francorchamps oder den 24-Stunden-Rennen von Le Mans. Markant war die im seitlichen Querschnitt flügelförmige, lang nach hinten auslaufende, aerodynamisch günstige Grundform der Karosserie sowie der im Schnitt von oben tropfenförmige Dachaufsatz, ferner die aus aerodynamischen Gründen vollständig abgedeckten Hinterräder.
Die einzelnen Fahrzeuge unterschieden sich in Details wie dem Kühlergrill, der Scheinwerferanordnung und dem Dachverlauf, wurden zum Teil über die Jahre hinweg bis 1940 auch modifiziert. Das mit Espenlaub in Verbindung gebrachte Adler Rennsportcoupé zeigt einen großen, in die fließenden Karosserielinien integrierten Kühlergrill, relativ niedrige, möglichst bündig in die Karosserie eingepasste, nahe beieinander stehende Scheinwerfer sowie einen vergleichsweise schmalen, niedrigen und kurzen, sanft nach hinten abfallenden Dachaufsatz. Andere Ausführungen hatten kleinere Kühlergrills oder nur Kühlluftschlitze, was des Öfteren zu thermischen Problemen führte, höher gesetzte, weiter außen montierte, stärker herausmodellierte Scheinwerfer und teils breitere und längere Dachaufsätze bis hin zur besonders erfolgreichen sogenannten Rennsportlimousine.
Ein ähnliches Projekt mit aerodynamisch optimierten Fahrzeugen verfolgte BMW sehr erfolgreich ab 1938 auf Basis des BMW 328, zum Teil mit eigenen Kräften unter Anleitung des Aerodynamikers Wunibald Kamm, zum Teil in Zusammenarbeit mit der Carrozzeria Touring in Mailand.

### Modell „Flunder“, vierrädrig (1944/1948)

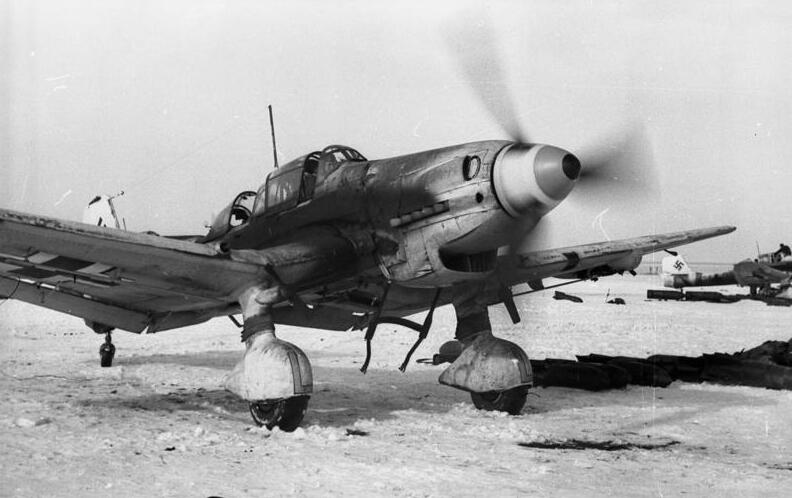
Der Sturzkampfbomber Junkers Ju 87 – von ihm stammten viele mechanische Komponenten, insbesondere Fahrwerksteile des neunsitzigen „Flunder“-Modells mit Lenkung über die hinteren Zwillingsräder

1944 bzw. nach anderen Quellen 1948 baute Espenlaub wohl eines der ungewöhnlichsten Fahrzeuge der Automobil-Geschichte. Außergewöhnlich war das Fahrzeug unter nahezu jedem Gesichtspunkt: Der Wagen besaß eine strenge Pontonform im „One-Box-Design“, also ohne separat abgesetzte Motorhaube oder gesonderten Kofferraum, vergleichbar einem Kleinbus, Van, Omnibus oder Rollermobil; die Räder waren – wie schon bei seinen Stromlinienfahrzeugen aus den Jahren 1928 und 1934/35 – vollständig unter der Karosserie verborgen. Bei einer Breite von circa 2,50 Metern maß das Fahrzeug in der Höhe lediglich rund 1,20 Meter, war somit nach heutigen und erst recht nach damaligen Vorstellungen ungewöhnlich breit und extrem flach (daher die Namensgebung „Flunder“). Das Fahrzeug war als Neunsitzer ausgelegt; sämtliche Scheiben waren bis in das Dach hinein gewölbt. Vorne kam eine Achse mit normaler Spurweite, jedoch nicht-lenkbaren Rädern zum Einsatz, hinten hingegen eng nebeneinanderstehende lenkbare Zwillingsräder. Zur Motorisierung sind keine Informationen überliefert. Ungewöhnlich war auch die Herkunft maßgeblicher technischer Komponenten: Vieles, so insbesondere Fahrwerksteile, stammte von Sturzkampfbombern des Typs Junkers Ju 87 („Stuka“) aus dem Zweiten Weltkrieg.
Hintergrund war, dass Espenlaub viele Ersatzteile für diesen Typ in seinem Flugzeugreparaturbetrieb in Wuppertal vorrätig hatte: Während des Kriegs war sein Betrieb durch die „Organisation Todt“ in mehrere bombensichere Eisenbahntunnel in der Umgebung ausgelagert worden (U-Verlagerung); gegen Kriegsende bestand kaum noch Verwendung für diese Ersatzteile, da viele Flugzeuge im Einsatz zerstört oder in die Hände der vorrückenden Alliierten gefallen waren bzw. es an Personal, Treibstoff und Logistik mangelte, um beschädigte Flugzeuge in Espenlaubs Ausweichwerk zu bringen.
Entfernte Parallelen zum vierrädrigen „Flunder“-Modell mit seinen neun Sitzplätzen finden sich allenfalls in dem amerikanischen, nur etwa neunmal gebauten Stout Scarab (1935–1939) sowie dem Dymaxion-Automobil des Amerikaners Richard Buckminster Fuller aus dem Jahr 1933, eingeschränkt auch beim A.L.F.A. 40-60 HP Aerodinamica, wie ihn Graf Marco Ricotti 1913/14 bei dem Karosseriebaubetrieb Castagna als Einzelstück anfertigen ließ.

### Modell „Flunder“, dreirädrig (1947)
Ähnlich eigenwillig war das dreirädrige „Flunder“-Modell Espenlaubs aus dem Jahr 1947. Auch dieses Modell besaß eine strenge Pontonform im „One-Box-Design“ mit äußerst geringen Karosserieüberhängen vorne und hinten, hier jedoch – im Gegensatz zum vierrädrigen Modell – mit herkömmlichen Radausschnitten an den beiden Vorderrädern. Lediglich das einzelne Hinterrad war vollständig von der Karosserie abgedeckt. Markant war auch hier die ungewöhnlich niedrige Bauhöhe, ferner die aus vier Teilen bestehende Frontscheibe (zwei große plane, zueinander gewinkelte Scheiben in der Mitte, kleine gewölbte Scheiben an den Außenseiten). Das Fahrzeug war als Viersitzer mit jeweils einer hinten angeschlagenen Tür rechts und links („Selbstmördertüren“) konzipiert und deutlich kleiner als der vierrädrige Neunsitzer. Die Lenkung erfolgte über eine konventionelle Vorderachse, der Antrieb über das zentrale, einzelne Hinterrad. Zur Motorisierung und dem Ursprung der Fahrwerkskomponenten ist nichts überliefert.

### Modell „400“ (1952)
1952 wurde das Kleinwagenmodell Espenlaub 400 mit Pontonkarosserie und 400 cm³-ILO-Zweitaktmotor vorgestellt. Es handelte sich um ein Coupé mit deutlich kompakteren Abmessungen als bei dem gleichfalls 1952 vorgestellten Espenlaub 1000. Das Modell 400 war das Espenlaub-Automobil, dessen Linienführung am besten den Zeitgeschmack des breiten Publikums traf, litt jedoch unter einem zu schwachen Motor und wäre in der endgültigen Serienproduktion im Vergleich zum allgegenwärtigen, geräumigeren und stärkeren VW Käfer zu teuer geworden.
Der 400 besaß eine von Espenlaub selbst gestaltete Pontonkarosserie in Aluminiumschalenbauweise mit Fließheck, vorne angeschlagenen Türen sowie einen großen, von außen zu öffnenden Kofferraum. Die Linienführung erinnerte an den größeren Goliath GP 700 E Sport, den Porsche 356, den Gutbrod Superior und den kleinen Versuchswagen Trippel SK 10 aus dem Jahr 1952. Fahrgestell und Fahrwerk waren ebenfalls eine Eigenkonstruktion Espenlaubs.
Angetrieben wurde der Espenlaub 400 von einem Einbaumotor der Firma ILO mit 400 cm³ und zwei Zylindern in Reihenanordnung. Der vor der Vorderachse installierte Zweitakter erreichte eine Höchstleistung von 14 PS bei 4.000 Umdrehungen pro Minute. Das Dreigang-Schaltgetriebe saß über bzw. hinter der Vorderachse und trieb die Vorderräder an. Die Höchstgeschwindigkeit lag bei 95 km/h. Die gleiche Motor-/Getriebeeinheit kam bis 1952 auch beim Champion 400 zum Einsatz, dort jedoch als Hecktriebblock mit Hinterradantrieb.
Es blieb bei einzelnen Versuchsfahrzeugen im Vorserienstadium. Die in Bruchsal geplante reguläre Serienproduktion kam nicht zustande.

### Modell „1000“ (1952)

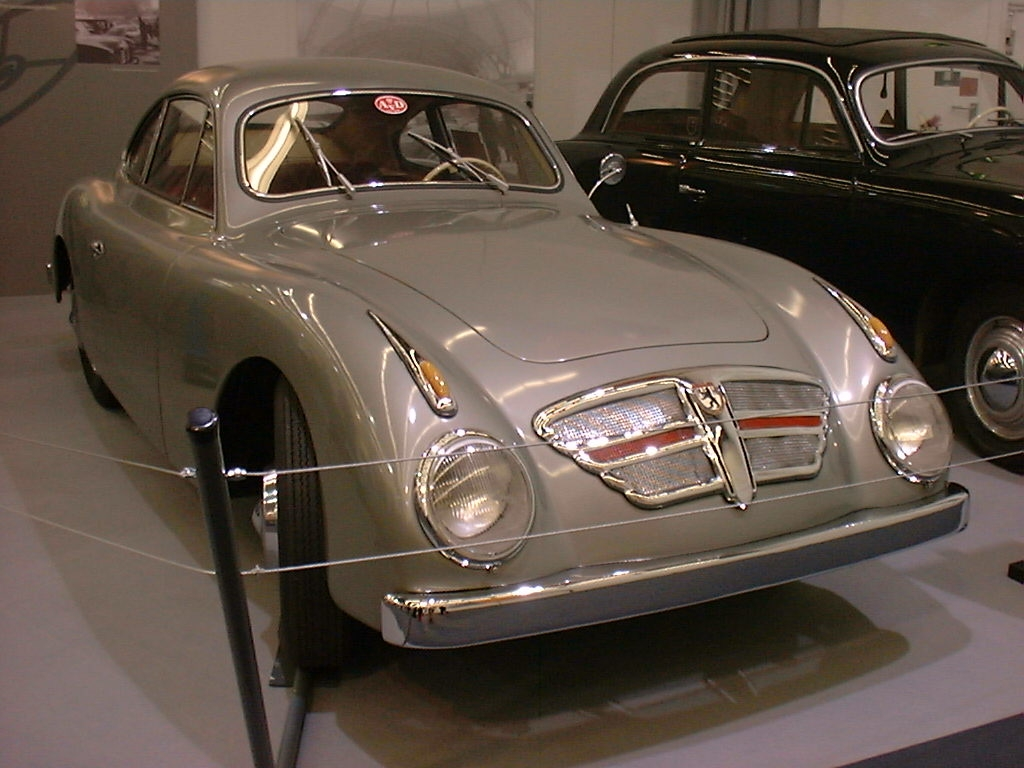
Der Goliath GP 700 E Sport (1951/52) – der technisch recht ähnliche Konkurrent des Espenlaub 1000-Coupés (0,7-l-Dreizylinder-Zweitakt-Motor mit Benzindirekteinspritzung und 29 PS, Karosserie von Rometsch, nur circa 26 Mal gebaut)

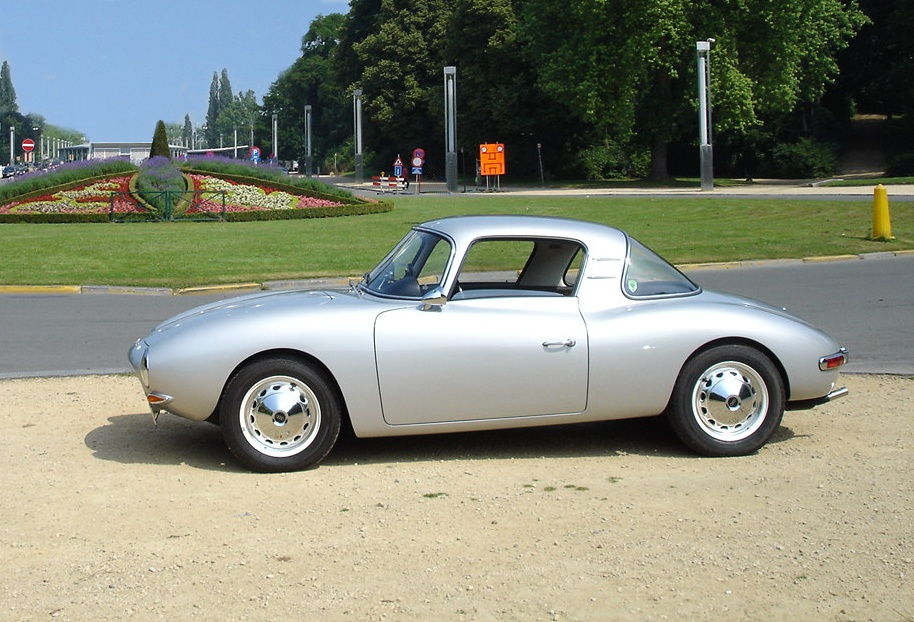
Der DKW 3=6 Monza (1956–1958), der technisch ebenfalls recht ähnlich war, jedoch erst vier Jahre später erschien (0,9-/1,0-l-Dreizylinder-Zweitakt-Motor und 38–44 PS, Kunststoffkarosserie zunächst von Dannenhauer & Stauss, je nach Quelle nur circa 53- bis 240-mal gebaut)

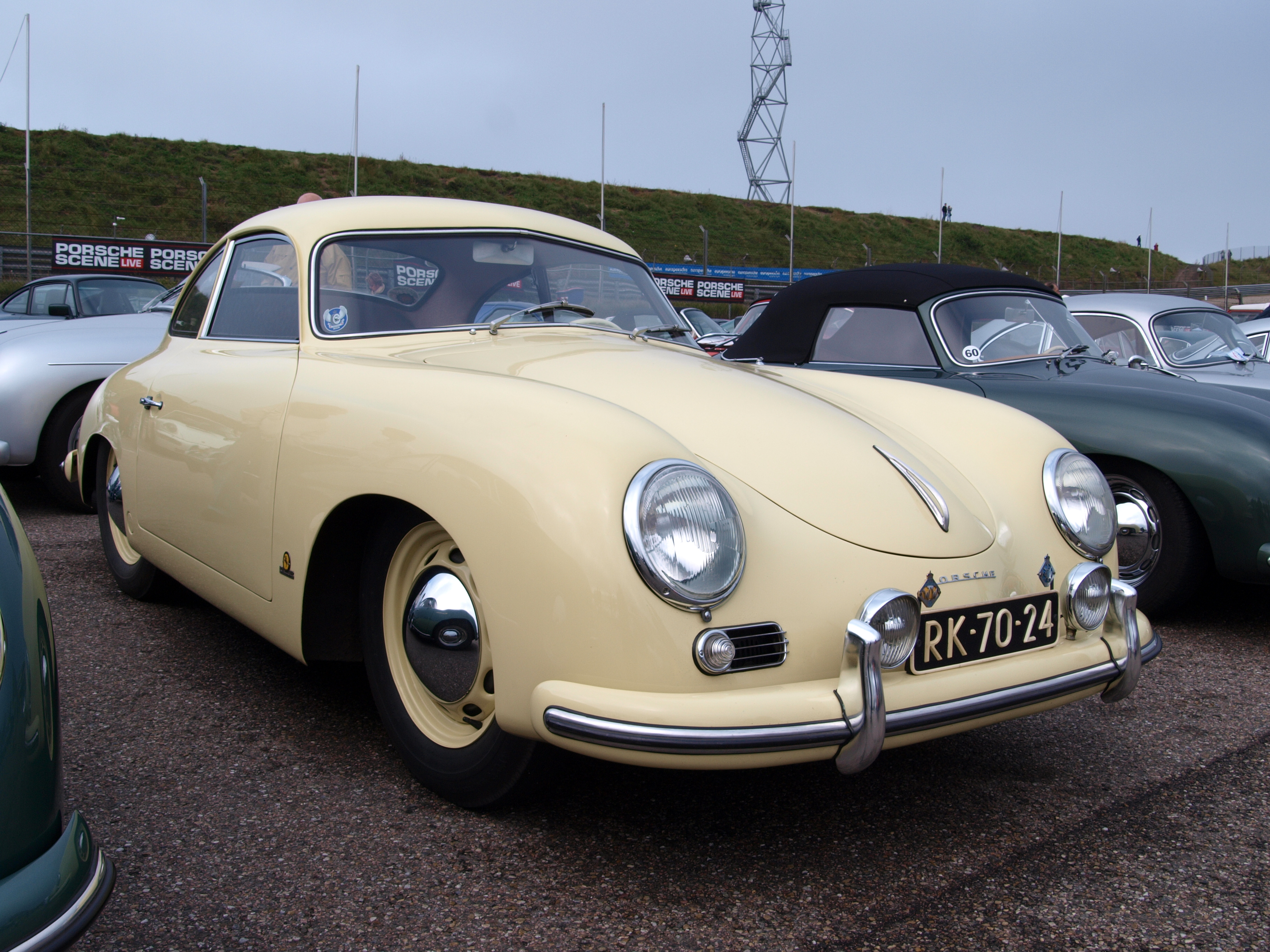
Porsche 356 („Vor-A-Modell“ mit einteiliger Knickscheibe) – der Konkurrent, der sich dank seiner Sporterfolge und der soliden, vom VW Käfer abstammenden Technik durchsetzen konnte (1952 mit 1,1-/1,3-l-Vierzylinder-Viertakt-Boxermotor und 40/44 PS)

Ebenfalls noch 1952 präsentierte die Flugzeugfabrik Gottlob Espenlaub das für die Serienfertigung bestimmte Modell Espenlaub 1000, ein viersitziges, zweitüriges Coupé mit sportlichem Charakter. Rückblickend war dieses Modell das erfolgversprechendste Espenlaub-Automobil überhaupt. Die Firma beschäftigte sich damals zwar primär wieder mit dem Flugzeugbau, war jedoch durch das allgemeine Verbot von Segel- und Motorflügen durch die Alliierten noch stark eingeschränkt. Ähnlich wie die anderen vormaligen Flugzeughersteller Messerschmitt (mit dem Kabinenroller), Dornier (mit dem Delta als Vorläufer des Zündapp Janus) und Heinkel (mit der Heinkel Kabine) suchte Espenlaub für sich und seine Mitarbeiter – ausgehend von seinen früheren Aktivitäten im Automobilbau ab 1928 – nach Möglichkeiten für eine professionelle Fertigung von Personenwagen. Nach mehrjähriger Vorbereitung entstanden 1952 mehrere Vorserienwagen des Modells 1000, die ausgiebig getestet wurden und sich als zuverlässig und wirtschaftlich erwiesen.

#### Karosserie
Die selbst entworfene Karosserie war aerodynamisch äußerst günstig und von Espenlaubs Erfahrungen aus dem Flugzeugbau geprägt. Ähnlichkeiten mit den skurrilen Experimentalfahrzeugen, die in keiner Weise den Massengeschmack getroffen hätten, bestanden nicht. Zeitgenössische Berichte lobten das Design als außergewöhnlich elegant. Die gesamte Karosserie war in Schalenbauweise aus Aluminium ausgeführt. Für heutige und erst recht für damalige Verhältnisse war das Fahrzeug mit einer Höhe von lediglich 1270 Millimetern ungewöhnlich niedrig (nochmals drei Zentimeter flacher als der Porsche 356, 23 Zentimeter flacher als ein VW Käfer). Mit etwa 4000 Millimetern Länge war der Espenlaub 1000 fast so lang wie der VW Käfer und rund 13 Zentimeter länger als der Porsche (mit den frühen, eng anliegenden Stoßstangen). Mit einer Breite von etwa 1600 Millimetern war er sechs Zentimeter schmaler als der Porsche und zugleich sechs Zentimeter breiter als der VW. Trotz der niedrigen Bauhöhe war er als echter viersitziger Reisewagen konzipiert und bot großzügigere Innenmaße als der von der Presse zumeist zum Vergleich herangezogene Porsche.
Er besaß bereits eine gewölbte einteilige Windschutzscheibe, als Porsche aus Kostengründen noch die sogenannte „Knickscheibe“ (einteilige Windschutzscheibe aus zwei planen, in der Mitte winklig zusammengegossenen Teilen) mit den nachteiligen optischen Verzerrungen verwendete. Trotz der langen Motorhaube und der niedrigen Bauweise wurden die gute Rundumsicht und Übersichtlichkeit gelobt. Die Seitentüren waren bereits vorne angeschlagen; im Heck befand sich ein großer, nach außen zu öffnender Kofferraum. Die Hinterräder waren nahezu vollständig, die Vorderräder zu etwa zwei Drittel verkleidet. Der Lenkeinschlag soll gleichwohl nicht eingeschränkt gewesen sein, da die Spur wesentlich schmaler als die Vollpontonkarosserie war.
Zukunftsweisend war die vollständige Verkleidung des Unterbodens, ferner die sich verjüngenden hinteren Kotflügel mit vergleichsweise großem Karosserieüberhang hinten. Zwischen ihnen befand sich eine Art vertikales Luftleitblech in Höhe des Chassis (im heutigen Sinne ein „Spoiler“ bzw. „Diffusor“, damals zumeist „Höhensteuerflosse“ genannt). Dies sorgte für einen möglichst störungsfreien Luftstrom unter und hinter dem Fahrzeug, erhöhte die Höchstgeschwindigkeit, verbesserte das Fahrverhalten und reduzierte den Verbrauch.

#### Motor und Getriebe
Angetrieben wurde das Modell 1000 von einem Dreizylinder-Zweitakt-Reihenmotor der ILO-Motorenwerke mit 1000 cm³ Hubraum und einer Maximalleistung von rund 40 bis 45 PS (29 bis 33 kW), was dem Fahrzeug bei einem Gesamtgewicht von weniger als 850 Kilogramm nach den Schätzungen damaliger Tester eine Höchstgeschwindigkeit von rund 140 Kilometer pro Stunde verliehen haben soll. Der Motor befand sich längs eingebaut vor der Vorderachse und trieb die Vorderräder an. Das Getriebe lag am Motor angeblockt über und hinter der Vorderachse, sodass sich eine relativ ausgewogene Gewichtsverteilung auf beide Achsen ergab. Durch die Verwendung eines leichten Zweitaktmotors und dessen Längseinbau konnte eine Kopflastigkeit des Fahrzeugs verhindert werden. Eigenwillig, jedoch abgeleitet aus dem Flugzeugbau war die Anordnung der Kühleraggregate mit einer Kombination aus Luft- und Wasserkühlung. Hinter dem vorderen Lufteinlass (der Optik wegen als „Düsen“-Kühler bezeichnet) lag ein Ventilator, der zusätzlich über die Lichtmaschine angetrieben wurde, die eintretende Luft am Motorblock vorbeidrückte und im Motorraum umwälzte; ergänzend befand sich hinter dem Motor über die volle Breite des Motorraums ein von ersten Testern mitunter als überdimensioniert erachteter Wasserkühler mit einem Inhalt von zehn Litern. Das Vierganggetriebe besaß eine Lenkradschaltung, die Testern zufolge gut und sportlich abgestuft war.
Der Dreizylinder-ILO-Motor wurde in nur sehr geringer Stückzahl produziert: Großserienhersteller von Zweitaktfahrzeugen wie DKW und die Borgward-Gruppe mit der Marke Goliath verfügten über eine eigene Motorenfertigung; Kleinserienhersteller konzentrierten sich auf ein- und zweizylindrige Klein- und Kleinstwagen sowie Rollermobile. Zudem war ILO als Lieferant von Einbaumotoren für Mopeds und kleine Motorräder in den Boomjahren der deutschen Zweiradindustrie derart gut ausgelastet, dass kaum Kapazitäten für größere Motoren frei waren. Der ILO-Dreizylinder wurde im Automobilbau zumeist nur in der kleinen Version mit 672 cm³ Hubraum verwendet, so zum Beispiel wenig erfolgreich im Lieferwagen Tempo Matador 1000 mit 26 PS, ansonsten als Stationärmotor mit bis zu 1116 cm³ und 39 PS für Tragkraftspritzen bei der Feuerwehr oder dem stationären Hubschraubertrainer Bölkow Bo 102.

#### Fahrgestell und Fahrwerk
Der Plattformrahmen des Espenlaub 1000 war ebenso eine Eigenentwicklung wie das Fahrwerk. Durch die niedrige Schwerpunktlage und den Frontantrieb besaß das Coupé eine überdurchschnittliche gute Straßenlage; erste Tests lobten die Abstimmung der Federung sowie die geringe Seitenneigung.

#### Konkurrenten
Bei seiner Vorstellung im Jahr 1952 hatte der Espenlaub 1000 wenige, jedoch durchweg interessante Konkurrenten: Konstruktiv am ähnlichsten war der Goliath GP 700 E Sport (gleichfalls ein Coupé mit Dreizylinder-Zweitakter, Frontmotor und Vorderradantrieb, jedoch mit 0,7-Liter-Motor der Borgward-Gruppe, damals noch sehr anfälliger Direkteinspritzung und lediglich 29 PS); letztlich wurde dieses Fahrzeug mit Rometsch-Karosserie zum Preis von 9.700 DM nur circa 26-mal gebaut (primär zur Propagierung und Erprobung der Benzineinspritzung). Der zweite große Anbieter von Zweitaktfahrzeugen, DKW, bot 1952 als am ehesten vergleichbares Fahrzeug den Meisterklasse mit Coupé-Sonderkarosserie von Hebmüller, 0,7-Liter-Zweizylinder-Zweitakter, Frontmotor, Vorderradantrieb und 23 PS zum Preis von 9.100 DM an. Ein konsequenterer Sportwagen folgte erst ab 1956 mit dem DKW 3=6 Monza mit Dreizylinder-Zweitakter und 0,9- bzw. 1,0-Liter-Motor und 38 bis 44 PS zum Preis von 10.500 DM.
Ernsthaftester – und letztlich übermächtiger – Konkurrent war der Porsche 356 aus der sogenannten „Vor-A-Ära“ mit Vierzylinder-Viertakt-Boxermotor im Heck mit Hinterradantrieb und 1,1- bzw. 1,3-Liter-Triebwerk mit 40 bzw. 44 PS zum Preis von 10.200 DM. Weitere Konkurrenten der frühen 1950er-Jahre waren der VW Käfer mit Sonderkarosserien von Drews, Hebmüller, Dannenhauer & Stauss, Rometsch, Enzmann und anderen, ferner der seltene, nur 176-mal gebaute Dyna-Veritas mit 0,8-Liter-Zweizylinder-Boxer-Motor und 32 PS zum Preis von 8.300 DM.

#### Weiterer Werdegang des Modells
Espenlaub plante – nachdem er seine Vorserienfahrzeuge ausführlich und erfolgreich getestet hatte – eine Serienfertigung des Modells 1000. Als Produktionsort wählte er Bruchsal, da er seine Hallen in Wuppertal für den zukünftigen Flugzeugbau und die Flugzeugreparatur vorhalten wollte. An diesem Ort waren in den 1930er-Jahren bereits die BMW/Ihle-Sportwagen entstanden. Geplant war eine Kleinserienproduktion mit 30 Fahrzeugen monatlich zum Preis von 8.000 bis 10.000 DM. Letztlich blieb es jedoch 1952 bei einer Kleinserie, da Espenlaub die Finanzierung einer regulären Serienfertigung nicht sicherstellen konnte und Banken, Wirtschaft und Politik vorrangig auf Fließbandproduktion in Großserie setzten. Zudem hatte sich inzwischen mit dem Porsche 356 ein sportlich erfolgreicher und zudem zuverlässiger Sportwagen etabliert. Der Versuch, im Folgejahr mit einem überarbeiteten Karosseriedesign in die Serienfertigung einzusteigen, misslang gleichfalls.

### Modell „1000“ (1953)
Der Espenlaub 1000, Modell 1953 war eine Weiterentwicklung des Vorjahresmodells. Von diesem übernahm es die Technik sowie die Auslegung als viersitziges Coupé. Deutlich verändert zeigte sich die Karosserie, die einen starken amerikanischen Einfluss erkennen ließ (Panorama-Windschutzscheibe, große Karosserieüberhänge vorne und hinten, Chrom-Zierrat, farblich abgesetztes Dach, weitgehend abgedeckte Räder vorne und hinten ähnlich den zeitgenössischen Modellen von Nash Motors).
Das Fahrzeug wirkte hierdurch im Vergleich zum Vorjahresmodell weniger sportlich und setzte sich damit stärker vom Hauptkonkurrenten Porsche 356 ab. Auffallend war die im Vergleich zum Vorjahr höhere Gürtellinie bei gleichzeitig niedrigerem Dach. Espenlaub kehrte damit zu seinem Design mit ungewöhnlich niedrigen Scheiben zurück, wie es bereits seine frühen Experimentalfahrzeuge aufwiesen. Er musste jedoch erkennen, dass die Absatzchancen für ein derartiges Modell im Nachkriegsdeutschland zu gering gewesen wären und eine Serienfertigung mit einer angestrebten Produktion von etwa 360 Fahrzeugen pro Jahr nicht rentabel geworden wäre. Ferner stand die Eignung und Ausreifung des ursprünglich als Stationärmotor konzipierten 1,0-Liter-Dreizylinder-Zweitaktmotors aus der (Klein-)Serienproduktion der ILO-Motorenwerke inzwischen infrage; auch war dessen weitere Produktion mangels Nachfrage zweifelhaft. Zudem fehlte Espenlaub eine Organisation zum Vertrieb und zur Wartung der Fahrzeuge. Er stellte daher 1953 seine Bemühungen zum Aufbau einer Serienfertigung ein.
Espenlaub – damals 53 Jahre alt und durch seine Vorkriegsaktivitäten weiterhin wohlhabend – widmete sich fortan wieder verstärkt seiner Firma Gottlob Espenlaub Flugzeugbau GmbH in Wuppertal-Langerfeld und seiner Familie (seit 1947 war er mit einer Fabrikantentochter verheiratet, fünf Kinder wurden geboren); mit seiner Familie bewohnte er die im Bauhausstil Ende der 1920er-Jahre errichtete, seit 1989 unter Denkmalschutz stehende Villa Espenlaub (die ursprüngliche Villa Dr. Fischer) in Wuppertal-Barmen.

## Bedeutung Espenlaubs und seiner Automobile
Als Automobilpionier und -konstrukteur ist Gottlob Espenlaub seit den 1960er-Jahren weitgehend in Vergessenheit geraten. Dabei gehörte er mit Edmund Rumpler (ab etwa 1921) und Paul Jaray (ab etwa 1921) zu den Pionieren, die sich gezielt mit der Aerodynamik von Personenwagen befassten, während bis dahin allein vereinzelte Rekord- und Rennwagen nach solchen Gesichtspunkten entworfen worden waren. Ähnliche Arbeiten folgten durch die heute bekannteren Prof. Ferdinand Porsche (1930er-Jahre), Wunibald Kamm (1930er-Jahre) und Professor Karl Schlör (ab 1937), Hans Ledwinka (für Tatra ab 1934) und in Frankreich durch Gabriel Voisin (ab 1934).
Auch war Espenlaub ein Pionier des Leichtbaus im Automobilbau, vergleichbar mit Reinhard von Koenig-Fachsenfeld oder Ernst Neumann-Neander, hier insbesondere durch die Verwendung von Leichtmetallkarosserien oder Techniken aus dem Segelflugbau. Die Holzrippenstruktur seines Modells „Stromlinie“ von 1934/35 nahm Prinzipien der späteren Gitterrahmen und der modernen Spaceframe-Technik zu einer Zeit vorweg, als stabile, schwere Fahrgestelle mit separat aufgesetzten, nicht-selbsttragenden Karosserien üblich waren.
Er war einer der ersten deutschen Konstrukteure, die die Scheinwerfer in die Karosserielinie integrierten (Stromlinienmodell von 1928; Serie in Deutschland ab 1935 beim Opel Olympia), der aus aerodynamischen Gründen vollverkleidete Räder verwendete (Stromlinienmodell 1928), der die Vorteile einer niedrigen Bauhöhe und eines tiefen Schwerpunkts auf die Windschlüpfigkeit und das Fahrverhalten erkannte („Flunder“-Modelle Mitte der 1940er-Jahre), der einen verkleideten Unterboden mit unterer Abrisskante am Heck verwendete (Coupé-Modelle ab 1952) und der mit der Stromlinienform ab 1928, dem „One-Box-Design“ seiner „Flunder“-Modelle sowie der Pontonform seiner Coupés neue Wege des Designs zeigte.
Als selbständiger Automobilbauer konnte sich der Autodidakt Espenlaub nicht durchsetzen: Viele Ideen waren seiner Zeit voraus; ihm fehlte der technische Hintergrund, die Vorteile seiner Ideen auch theoretisch darzustellen. Hinzu kam, dass er sich nie auf den Automobilbau spezialisierte, sondern an seinem wirtschaftlich erfolgreichen Flugzeugwerk festhielt. Auch dürften seine unklare Rolle im Dritten Reich (vermutete Mitwirkung an Spionageflügen und an geheimen Raketenprogrammen) sowie sein als eigenwillig beschriebener Charakter es ihm erschwert haben, im Nachkriegsdeutschland die Anerkennung und die nötigen Finanzmittel für eine Serienfertigung zu erlangen. So scheiterten letztlich seine Pläne zu einer eigenen Serienproduktion ähnlich den damaligen Vorhaben von Egon Brütsch, Hans Trippel, Karl-Heinz Staunau und ähnlichen.